# Johan Nygaardsvold
Johan Nygaardsvold (6. september 1879 – 13. marts 1952, Gubben) var en norsk politiker fra Arbeiderpartiet. Han var parlamentarisk leder for Arbeiderpartiets stortingsgruppe 1932-1935 og statsminister 1935-1945. Efter regeringen blev tvunget til at forlade Norge i juni 1940, ledede Nygaardsvold eksilregeringen i London til foråret 1945. Han oprettede den anden norske regering med basis i Det norske Arbeiderparti den 20. marts 1935, efter at partiet havde indgået Kriseforliket med Bondepartiet nu Senterpartiet. 
Da Nazi-Tyskland invaderede Norge den 9. april 1940 flygtede Nygaardsvold til Hamar, til Elverum med sin regering og til sidst til London den 7. juni. Derfra ledede han den såkaldte Londonregering til 31. maj 1945. Han fråtrådte sin stilling den 25. juni 1945. Efter Norges befrielse blev Nygaardsvold og hans regering udsat for stærk kritik for sit manglende forsvarsberedskab og håndteringen af invasionen i 1940. Undersøgelseskommissionen af 1945 konkluderede i sin rapport til Stortinget, at selv om man ikke kunne fritage Nygaardsvold for en del af ansvaret for den manglende beredskab før og ved krigsudbruddet, måtte han roses for sit arbejde i Storbritannien under krigsårene. 
Da regeringen Nygaardsvold gik af, bevilgede Stortinget Nygaardsvold en æresløn.